# Fundación Blanquerna
La Fundación Blanquerna es una institución de enseñanza superior integrada en la Universidad Ramon Llull a la que aporta tres facultades:
- Facultad de Psicología, Ciencias de la Educación y del Deporte Blanquerna
- Facultad de Ciencias de la Comunicación Blanquerna
- Facultad de Ciencias de la Salud Blanquerna

Blanquerna ofrece un proyecto integrador de formación universitaria de inspiración cristiana, de acuerdo con el Concilio Vaticano II y las orientaciones sobre Universidades Católicas de 1990.

## Historia
Fue fundada en 1948 como Escuela de Magisterio de la Iglesia, dependiente del arzobispado de Barcelona. Posteriormente incorporó a las Escuelas de Magisterio de San Juan Bautista de la Salle y de San Juan Bosco y asumió el nombre de Blanquerna, la obra literaria y pedagógica de Ramon Llull.
En 1979 fue adscrita a la Universidad de Barcelona como Escuela Universitaria del Profesorado de EGB y en 1984 recibió la Cruz de Sant Jordi. En 1988 se constituyó en Fundación Diocesana y fue reconocida como fundación privada benéfico-docente y sin ánimo de lucro. En 1991 fue uno de los centros fundadores de la Universidad Ramon Llull junto con el Instituto Químico de Sarriá, Ingeniería y Arquitectura La Salle, la Facultad de Filosofía de Cataluña, ESADE, el Instituto Universitario del Observatorio del Ebro, las Escuelas Universitarias de Trabajo Social y Educación Social Pere Tarrés, la Fundación Vidal i Barraquer, el Institut Borja de Bioética, y la Escuela Superior de Disseny ESDI.

## Proyecto educativo

### La pedagogía de la proximidad
Blanquerna-URL entiende la etapa universitaria como una exigencia intelectual en un clima de libertad en que se consolidan los valores para el ejercicio de la futura profesión. Los estudiantes se forman con una base cultural y humanística que les ayuda a construir su propia ética profesional y personal. Por ello, la personalización de la enseñanza se traduce en espacios de actividad en pequeños grupos y el trabajo colaborativo en casi todas las materias.

### La singularidad del seminario
El seminario es un elemento clave de la metodología Blanquerna-URL y se imparte en todos los cursos en grupos reducidos con el seguimiento de un profesor tutor. En los seminarios se reflexiona, se trabaja en equipo y se reproducen situaciones reales del mundo profesional.

### Prácticas tutorizadas
Blanquerna-URL tiene convenios de colaboración con empresas e instituciones donde los estudiantes realizan prácticas obligatorias, supervisadas y evaluadas por la empresa y un profesor tutor. Se calcula que el 40% de los graduados acaban encontrando trabajo a partir de las prácticas realizadas.
Una universidad "glocal"
Blanquerna-URL se define en el mundo con una identidad local y una perspectiva global. Consciente de sus raíces catalanas, de su lengua y del compromiso en la vertebración de Cataluña, pero a la vez con un proyecto abierto al mundo y a sus culturas.

### Inspiración luliana
La Universidad Ramon Llull se quiso dar el nombre de Ramon Llull (siglo XIII), el más grande pensador de lengua catalana de todos los tiempos, que propone la "sabiduría de educar" en sus obras, especialmente en la obra dedicada a la educación protagonizada por Blanquerna, con el eje de una educación integral e integradora que tenga en cuenta el pleno desarrollo de la persona y la perspectiva del humanismo cristiano.